# Евфимий Афонский
Преподобный Евфимий Афонский, также Евфимий Новый, Святогорец, Иверский (груз. ექვთიმე ათონელი, Эвктиме Атонели; ок. 955 — ок. 1028) — грузинский и византийский философ и учёный, православный монах. Почитается как святой, память совершается 13 (26) мая и 12 (25) июля.
Происходил из богатого рода, племянник Иоанна-Торникия, основателя грузинского Иверского монастыря на Афоне. В детстве он был отдан заложником византийскому императору в Константинополь, где с успехом окончил книжное обучение, был отпущен на свободу и стал монахом в афонской Афанасьевской лавре. Со временем встал во главе грузинского Иверского монастыря, проявил себя как видный богослов и книжник. Согласно житию, Евфимий даже отказывался от игуменства, чтобы сосредоточиться на переводе всего Священного Писания на грузинский язык. Владея грузинским, греческим и другими языками. Среди них есть «Мудрость Балахвари» — переложение популярнейшей на христианском и мусульманском Востоке повести о Варлааме и Иоасафе, которая, в свою очередь, основана на жизнеописании Будды. Огромно значение его переводов произведений греческой философии, теологии и юриспруденции на грузинский язык.